# Псков (телерадиокомпания)
Государственная телевизионная и радиовещательная компания «Псков» — филиал ФГУП «Всероссийская государственная телевизионная и радиовещательная компания» в Псковской области

## История создания и развитие
ГТРК «Псков», как и большинство телерадиокомпаний, начиналась с радио. Первые позывные областной радиостанции прозвучали в эфире 3 февраля 1930 года. Транслируя программы из Москвы и Ленинграда, Псковское радио отводило 25—30-минутные отрезки времени на местное вещание. На протяжении нескольких десятилетий областное радио продолжало оставаться единственным проводным источником информации для псковичей.
Особой популярностью в 30-е годы пользовалась радиогазета «Псковский колхозник», позже появились передачи «А помнишь…», «На берегах Великой», «Обратная связь», «Служу России», «Собеседник», «Песня в подарок» и многие другие. Анна Бекеш и Андрей Шишокин — первые дикторы Псковского областного радио — несколько десятилетий приветствовали из радио-эфира псковичей. Здесь же начинали свой творческий путь псковские писатели: Евгений Нечаев и Олег Тиммерман. Радиоархив компании хранит уникальные записи с Всероссийских Пушкинских праздников. Особое место в архиве занимают аудиозаписи известных современников: Роберта Рождественского, Семёна Гейченко, Ираклия Андроникова, Ивана Козловского, Агнии Барто, Риммы Казаковой, Василия Ланового и многих других.
Создана в 1944 году как Комитет радиоинформации и радиовещания при Исполнительном комитете Псковского областного совета депутатов трудящихся.
Творческий коллектив Псковского радио неоднократно выходил в лауреаты областных и российских конкурсов. Передачи, авторами которых стали корреспонденты ГТРК «Псков», не раз звучали во Всесоюзном и международном радиоэфирах. В 2003 году за активное участие в жизни города областное радио получило высокую оценку, и было занесено в книгу «Золотая летопись славных дел к 1100-летию г. Пскова».
Псков стал одним из немногих городов, где телецентр был построен и начал свою работу в 1960 году.
Вечером 4 ноября 1960 года первый диктор Псковской студии телевидения Людмила Фёдорова объявила с экрана о начале регулярных передач Псковского телецентра. Вещание проходило два-три раза в неделю, по два-три часа. Зрители Пскова и населённых пунктов, расположенных на расстоянии 5 −10 километров от телецентра, могли видеть художественные фильмы, киноконцерты и другие передачи. К весне 1963 года весь комплекс телецентра был введён в эксплуатацию. Началась регулярная трансляция 1-й программы Центрального телевидения (4-я программа Центрального телевидения, позднее ставшая 2-й стала ретранслироваться в 1976 году) и местной студии. Ещё через год вещание велось уже по четыре с половиной часа ежедневно.
В 1991 году, на базе «Псковского комитета по телевидению и радиовещанию», была образована Государственная телевизионная радиовещательная компания «Псков», в 2002 году получила статус федерального государственного унитарного предприятия, 22 ноября 2006 года оно было ликвидировано, а на её базе был создан одноимённый филиал ФГУП «Всероссийская государственная телевизионная и радиовещательная компания»
16 января 2017 года ГТРК «Псков» перешла на широкоформатное вещание, ввиду перехода телеканала Россия-1 на данный формат.
С 17 апреля 2017 года региональные выпуски «Вести — Псков» стали выходить на телеканале «Россия-24» из новой студии. Таким образом филиал ФГУП ВГТРК ГТРК «Псков» полностью перешёл на новые технологии телевидения. Сейчас уже в цифровом мультиплексе РТРС-1 есть местные вставки ГТРК «Псков» на каналах «Россия-1» и «Россия-24».

## Каналы вещания ГТРК «Псков»
- ГТРК «Псков» на телеканале «Россия»
- ГТРК «Псков» на телеканале «Россия-24»
- ГТРК «Псков» на «Радио России»
- ГТРК «Псков» на «Радио Маяк»

## Телеканал
Государственный канал ГТРК Псков в своём эфире транслирует в основном новостные, аналитические и документальные программы о жизни области и города Пскова. Канал является частью федерального телеканала «Россия-1». Телеканал ГТРК Псков рассчитан на людей старшего возраста, которые интересуются информацией о деятельности различных служб города, а также культурными и научно-познавательными программами.
«Вести» — единственная региональная информационная программа, которую видят и слышат не только в Пскове, но и во всех районах Псковской области. Выпуски новостей выходят на втором метровом канале «Россия-1», что делает информацию более доступной для зрителей.

#### Программы телеканала
- Вести-Псков («Россия-1» — Будние дни: 05:07, 05:35, 06:07, 06:35, 07:07, 07:35, 08:07, 08:35, 09:00, 14:30, 21:05; Cуббота: 08:00)
- Местное время. Воскресенье («Россия-1» — Воскресенье: 08:00)
- Вести Дежурная часть — Псков («Россия-24» — Воскресенье: 13:35)
- Вести 24 — Псков («Россия-24» — Будние дни: 08:00 (пятница), 17:30 (по будням); 21:00 (понедельник-четверг, суббота))
- Псковская область в лицах
- Провинция
- Экспедиция N
- С любовью к земле
- Победители
- Жизнь города
- Ближе к делу
- Открытый разговор

## Эфир телеканала
- В будние дни выходят в эфир утренние выпуски «Вести-Псков» в 05:07, 05:35, 06:07, 06:35, 07:07, 07:35, 08:07, 08:35 и дневные выпуски «Вести-Псков» в 9:00, 14:30 и 21:05.
- Тематическое вещание компании представлено еженедельно в программе «Местное время. Суббота» с 08:00 до 08:35.
- Подробности главных событий уходящей недели каждое воскресенье раскрывает итоговый выпуск «Местное время. Воскресенье» с 08:00 до 08:35.

## Радиоканал
Радиовещание осуществляется на «Радио России». Вещание — эфирное (FM-сеть в Псковской области).
В будние дни происходит четыре включений псковского радио: в 07:10, 11:10, 13:45, 18:10, а по субботам - 11:10. Основное содержание эфира — актуальные события, злободневные темы, интересные люди.

## Телеведущие
- Алина Толкачёва
- Арсений Иванов
- Дина Перевозчикова
- Кирилл Радион
- Елизавета Ковтун

## Радиоведущие
- Светлана Васильева
- Ирина Лукина
- Елена Яковлева
- Анатолий Тиханов
- Ирина Медведкина
- Михаил Черкасов

## Участие в конкурсах и фестивалях
ГТРК «Псков» принимает самое активное участие в региональных и Всероссийских телевизионных конкурсах и фестивалях, завоевывая престижные награды:
Фильм «Миссия» (автор — Татьяна Недосекина, оператор — Николай Владимиров, режиссёр — Ирина Губкина, звукорежиссёр — Татьяна Мурашова) стала лауреатом 8-го международного фестиваля теле- и радиопрограмм «Радонеж» (Москва, 2002 г.). Работа псковских тележурналистов посвящена работе русской православной миссии, которая действовала в годы войны на оккупированной Псковщине.
Диплом III степени и Бронзовая медаль IX Всероссийского фестиваля «Православие на телевидении и радиовещании» (Воронеж, 2004 г.) завоевала телепередача «Годы скитаний — первый приют» (автор — Татьяна Недосекина)
«Гран при» VII Всероссийского конкурса СМИ «Патриот России» — телефильм Марины Михайловой «Время собирать камни», телепрограмма из цикла «Псковская область в лицах» о разведчике Татаренко (автор Лариса Соловьёва) и телефильм Юлии Алёшиной «Мы всюду там, где ждут победу».
Диплом Межрегионального фестиваля военно-патриотических телепрограмм «Щит России» (Пермь, июнь 2008 г.) — телепрограмма из цикла «Псковская область в лицах» о разведчике Татаренко (автор Лариса Соловьёва) и телефильм Юлии Алёшиной «Мы всюду там, где ждут победу».
Специальный приз губернатора Самарской области на втором фестивале социально значимых телепрограмм и телефильмов «Герой нашего времени» (Самара, сентябрь 2008 г.) завоевала программа «Псковская область в лицах» о докторе Жукове (автор Мария Пугачёва).
Телесюжет о народности сето (автор Мария Пугачёва, оператор Владимир Петров) стал номинантом Международного телекинофорума «Вместе» (сентябрь 2008 г., г. Ялта).
В начале ноября 2008 года ГТРК «Псков» в номинации СМИ стала победителем конкурса «Статус Медиа», впервые проведенного в Пскове.
В декабре 2008 года:
• За циклы социально ориентированных программ-почетную грамоту администрации области.
• АСМИ Псковской области признала лучшим телеведущим Дмитрия Коновалова.
• В номинации «За сотрудничество» коллектив ГТРК «Псков» занял 3 место в III ежегодном конкурсе среди журналистов «Серебряная каска» Северо-западного регионального центра по делам гражданской обороны, чрезвычайным ситуациями ликвидации последствий стихийных бедствий МЧС России.
В 2009 году:
• ГТРК «Псков» получил грамоту — ПРЕМИЮ ГОДА в номинации «Коллектив года в региональной журналистике» на журналистском конкурсе средств массовой информации Северо-Запада «СеЗаМ-2009»
• Программа «Вести — Псков. События недели» была представлена на журналистском конкурсе средств массовой информации Северо-Запада «СеЗаМ-2009» в номинации «Лучшая информационная программа, рассказывающая о жизни в регионе»
• ГТРК «Псков» вышла в финал Всероссийского конкурса телевизионных фильмов и программ (г. Саратов 2009) «Мир права»: программа «Я — гражданин» удостоена диплома в номинации «За принципиальную позицию журналиста»
• Передача из цикла «Псковская область в лицах» Марины Михайловой об известном псковском кузнеце Евгении Вагине удостоена Диплома VIII Всероссийского конкурса «Патриот России».
В октябре 2010 года ГТРК «Псков» стала победителем в конкурсе СМИ Северо-Запада «Сезам 2010» в номинации «Раскрытие острой социальной темы и содействие её решению» за информационный сюжет специального корреспондента программы «Вести-Псков» Ирины Коваленко «Ветеран без жилья».